# الجفاف في الصومال 2021-2023
الجفاف في الصومال 2021-2023، واجهت الصومال أشد موجة جفاف خلال الفترة 2021-2023، تشهدها منذ أربعين عاماً، أثرت على أكثر من 7.8 مليون شخص - حوالي نصف سكان الصومال. اعتباراً من 2024، لا تزال الآثار المرتبطة بالجفاف تؤثر على 4.4 مليون فرد في جميع أنحاء الصومال، يواجهون انعداماً حاداً في الأمن الغذائي، بما في ذلك تقديري 724,000 شخص في المرحلة 4 (طوارئ). عانى أكثر من 80% من البلاد من جفاف شديد. في المناطق المتضررة، تعرض ما يصل إلى 20% من السكان لنقص في المياه والغذاء والمراعي. نزح أكثر من مليون صومالي في عام 2022، وظل أكثر من 300,000 شخص نازحين في عام 2023.

## الأسباب
يُعد تغير المناخ سبباً رئيسياً مع تزايد المخاطر المرتبطة بالمناخ.

## الآثار
كان للجفاف تأثير مدمر على القطاع الزراعي في الصومال، الذي يشكل ما يصل إلى 26% من الناتج المحلي الإجمالي للبلاد، ويوظف 90% من القوى العاملة غير الرسمية، ويساهم بنسبة 90% من صادراتها. منذ منتصف عام 2021، نفقت ثلث الثروة الحيوانية في المناطق الأكثر تضرراً. أدى انخفاض الوصول إلى المياه السطحية للاستخدام البشري والحيواني، إلى جانب نقص المراعي المتاحة، إلى تأثير شديد على المجتمعات الزراعية في جميع أنحاء المنطقة. شهدت بعض المناطق انخفاضاً في المحاصيل بنسبة تصل إلى 70%. تعتمد المجتمعات بشكل خاص في المناطق الوسطى وفي بونتلاند على آبار الجوفية حيث جفت معظم الآبار الضحلة وخزانات المياه التقليدية. أدت أمطار الدير الأقل من المتوسط، إلى جانب هطول أمطار غير كافية في الروافد العليا للمناطق المرتفعة الإثيوبية، إلى انخفاض مناسيب المياه في نهري جوبا وشبيلي.

## الوضع الإنساني
في عام 2022، كان 71% من سكان الصومال يعيشون تحت خط الفقر. بلغ عدد المحتاجين للمساعدة ذروته في عام 2023 ووصل إلى حوالي 8.25 مليون. بينما تحسن الوضع منذ ذلك الحين، في فبراير 2024. 6.9 مليون لا يزالون بحاجة إلى المساعدة الإنسانية. 4 ملايين شخص يواجهون انعداماً حاداً في الأمن الغذائي1.7 مليون طفل يواجهون سوء تغذية حاد.

### خطة الاستجابة الإنسانية للصومال
خطة الاستجابة الإنسانية للصومال لتعديلات كبيرة على مر السنين لمعالجة الاحتياجات المتطورة لسكانها. فيما يلي ملخص للنداءات والاستجابات من 2021 إلى 2023 .
خطة 2021، هدأت خطة 2021 إلى دعم 4 من أصل 5.9 مليون شخص بحاجة إلى مساعدة إنسانية، مما تطلب ميزانية قدرها 1.09 مليار دولار. تلقت الخطة حوالي 79% من المبلغ المطلوب البالغ 1.09 مليار دولار.
خطة 2022،زادت الاحتياجات لخطة 2022 بشكل كبير، مدفوعة بظروف الجفاف المستمرة وزيادة النزوح. سعت الخطة إلى مساعدة 5.5 مليون شخص، بطلب تمويل أولي قدره 1.46 مليار دولار. تمت زيادة الاستجابة إلى 2.1 مليار دولار، ووصلت إلى 7.3 مليون فرد على الرغم من التحديات في التمويل والأمن.
خطة 2023، في عام 2023، ارتفع عدد المحتاجين للمساعدة العاجلة بشكل أكبر، حيث احتاج 8.25 مليون شخص للمساعدة الإنسانية. سعت الخطة لعام 2023 للحصول على 2.6 مليار دولار للاستجابة للاحتياجات، حيث ظل خطر المجاعة مرتفعاً. ومع ذلك، تم تخصيص 46% فقط من الميزانية المطلوبة.